# Molopopterus obliquus
Molopopterus obliquus är en insektsart som beskrevs av Pieter D. Theron 1978. Molopopterus obliquus ingår i släktet Molopopterus och familjen dvärgstritar. Inga underarter finns listade i Catalogue of Life.